# Frightened Rabbit
I Frightened Rabbit sono stati un gruppo musicale indie scozzese originario di Selkirk. La band era formata da Scott Hutchison (voce, chitarra), Grant Hutchison (batteria), Billy Kennedy (chitarra, basso), Andy Monaghan (chitarra, tastiere) e Simon Lidell (chitarra). Il gruppo si è sciolto dopo la morte del frontman, Scott Hutchison, avvenuta nel maggio 2018.
Dal 2004 la band risiedeva a Glasgow.

## Storia
Inizialmente un progetto solista del cantante e chitarrista Scott Hutchison, il primo album dei Frightened Rabbit, Sing the Greys, fu registrato in coppia da Scott e suo fratello Grant e pubblicato da un'etichetta indipendente, la Hits the Fan, nel 2006. La band successivamente firmò un contratto con la Fat Cat Records, nel 2007, e aggiunse alla propria formazione il chitarrista Billy Kennedy per il suo secondo lavoro in studio, The Midnight Organ Fight (2008). L'album ottenne l'acclamazione della critica e fu seguito da un lungo tour, col chitarrista e tastierista Andy Monaghan che si unì al gruppo durante le sue performance dal vivo.
Il terzo album in studio della band, The Winter of Mixed Drinks, fu pubblicato nel 2010, con l'ex chitarrista dei Make Model Gordon Skene che si unì al gruppo. I Frightened Rabbit firmarono più tardi nello stesso anno con la Atlantic Records, pubblicando due EP, A Frightened Rabbit EP (2011) e State Hospital (2012), prima di pubblicare il quarto album in studio, Pedestrian Verse nel 2013. Un successo di critica e commerciale nel Regno Unito, l'album raggiunse il numero 9 nella classifiche di vendita britanniche. Tre anni dopo esce anche il quinto album della band, Painting of a Panic Attack.
Nei primi mesi del 2018, Scott e Grant annunciano la nascita di un nuovo progetto musicale chiamato "Mastersystem" con Justin e James Lockey, rispettivamente degli Editors e dei Minor Victories. Il 9 maggio 2018, viene comunicata la scomparsa di Scott Hutchison; il corpo del cantante viene ritrovato privo di vita il giorno dopo. Il gruppo si è sciolto a seguito della morte del frontman, sebbene i membri della band non abbiano escluso la possibilità di rilasciare in futuro alcuni singoli dell'album a cui stavano lavorando prima che Scott Hutchison morisse.

## Formazione
- Scott Hutchison - voce, chitarra ritmica (2003-2018)
- Grant Hutchison - batteria, percussioni, cori (2004-2018)
- Billy Kennedy - chitarra, basso, tastiere, cori (2005-2018)
- Andy Monaghan - chitarra, tastiere, basso (2008-2018)
- Simon Liddell - chitarra, tastiere (2015-2018; 2013-2014, in tour)
- Gordon Skene - chitarra, tastiere, cori (2009-2014)

## Discografia

### Album in studio
- Sing the Greys (2006)
- The Midnight Organ Fight (2008)
- The Winter of Mixed Drinks (2010)
- Pedestrian Verse (2013)
- Painting of a Panic Attack (2016)

### Album live
- Quietly Now! (2008)